# Efon Alaaye
Efon Alaaye és una ciutat de Nigèria a l'estat d'Ekiti. És capital de la Local Government Area (LGA) d'Efon o Efon-Alaaye que ocupa 243.201 quilòmetres quadrats. La seva població al cens del 2006 era de 86.941 habitants dels quals el 2008 s'assignaven a la ciutat pròpia 25.811 habitants

## Administració
Fou seu del Ekiti West District Council creat el 1955, però la capital fou traslladada a Ijero Ekiti el 1973. El 1976 es van crear les LGA i entre elles la Ekiti West Local Government amb capital a Aramoko Ekiti; Efon Alaaye pertanyia a aquesta LGA. El 1981 es va concedir a Efon Alaaye una Efon Native Authority; finalment el 4 de desembre de 1996 va esdevenir seu d'una LGA; confronta amb Ijebu – Ijesa a l'estat d'Osun per l'oest; amb Erio Ekiti a l'est; amb Esa–Oke a l'estat d'Osun pel nord; i amb Ogotun Ekiti pel sud.

## Geografia
Està situada a una altura d'uns 500 metres sobre el nivell del mar. És una ciutat molt gran que abasta diversos turons, vessants dels turons, planes i valls, en àrees com Oke Imolekere, Oke Iloja, Oke Are, Oke Oja Balu, Oke Any, Odo Ijao, Odo Ibete, Odo Ejigan, etc. (el prefix "oke" significa turons, i "odo" significa vall). Hi ha moltes corrents d'aigua que flueixen al voltant de la ciutat (Oni, Orooro, Agboro-Oke, Anidun, Agbonrin, Ibase, Olua i el riu Osun), però cap passa per la població. La topografia de la ciutat és muntanyosa i els turons foren un avantatge per a la gent de la ciutat durant els dies de les guerres entre tribus, quan feien difícil l'atac a la ciutat per als invasors, d'on va sortir la dita "Oke el mu Alaaye rajoles Ogun" (la muntanya encoratja l'Alaaye a fer la guerra) i també "Omo-Oloke lomoke arma" (És el fill de la terra que pot pujar els turons amb facilitat). L'efecte d'aquesta topografia única és que s'ha produït una mena de persones resistents i determinades capaços de lluitar contra les forces de la naturalesa per a la seva existència. Aquests turons que van donar avantatge i seguretat als primers colonitzadors són ara una causa de greus problemes d'erosió per la gent de la ciutat. Amb el desenvolupament i la destrucció de la vegetació a l'efecte de l'expansió i la construcció, l'erosió del sòl ha creat ara una gran quantitat de barrancs a la ciutat.

## Llocs destacats
- Palau del rei
- Mausoleu Babalola (on foren enterrats l'apòstol Joseph Ayo Babalola, fundador de la C. A. C. Church, i el seu pare)
- Riu Oni, d'importància espiritual

## Autoritat tradicional
L' Alaaye és el cap tradicional de la ciutat. La seva residència oficial és l'Afin (Palau). La població s'agrupa en sis quarters, cadascun sotmès a un cap; aquests caps són anomenats en conjunt els "Iwarafas." Aquests caps de quarter o barri són anomenats alts caps. Cadascun dels caps mana sobre altres caps menors que l'ajuden en el dia a dia de l'administració del barri. Cada un d'ells té una residència oficial tradicional, que és com un palau. Tots els caps de barri són responsables davant l'Alaaye (rei). Aquest i els caps de barri constitueixen el Consell d'Alaaye; el consell d'Alaaye assegura l'administració diària de la ciutat. Els barris i els títols dels caps són els següents:
- Aaye (Obanla)
- Obalu (Obaloja)
- Ejigan (Oisajigan)
- Emo (Alaayo)
- Isaja (Peteko)
- Ikagbe (Ojubu)

## Història
Vegeu: Regne d'Efon